# Sadi Dastarac
Serge Dastarac, detto Sadi (Saint-Vincent-de-Paul, 14 giugno 1888 – Lamotte-Beuvron, 2 febbraio 1911), è stato un calciatore francese, di ruolo centrocampista.

## Carriera

### Nazionale
Venne convocato dalla Nazionale francese B che partecipò ai Giochi olimpici del 1908, disputò l'unica partita giocata dalla sua Nazionale in quell'edizione.